# Линија 73 (Београд)
Линија 73 (Блок 45 - Батајница) је једна од аутобуских линија у Београду. 

## Историјат
Линија је уведена 1983. године на траси од Кеја ослобођења до блока 45, а убрзо затим пребачена је на окретницу у блоку 44. Године 1991. спајањем са линијом 702 (Кеј ослобођења - Батајница) и заменом дела трасе са линијом 45 добија садашњу трасу.

## Превозници
Линију одржава "Стрела Обреновац".